# Мусхе (округ)
Мусхе — округ штату М'янми Шан. Він поділяється на 3 райони з адміністративним центром у місті Мусхе.

## Адміністративний поділ
1. Куткай (Kutkai)
2. Мусхе (Muse)
3. Нанкан (Nanhkan)